# Champagne-Mouton
Champagne-Mouton ist ein Ort und eine Gemeinde mit 877 Einwohnern (Stand 1. Januar 2022) im westfranzösischen Département Charente in der Region Nouvelle-Aquitaine. Zur Gemeinde gehören mehrere Weiler (hameaux) und Einzelgehöfte.

## Lage
Der Ort Champagne-Mouton liegt in einer Höhe von etwa 150 m ü. d. M. im Norden des Départements Charente am Flüsschen Argent-Or in der alten Kulturlandschaft des Angoumois, einem Teil der Landschaft der Charente. Der Ort ist etwa 55 km (Fahrtstrecke) in nordöstlicher Richtung von der Stadt Angoulême beziehungsweise rund 75 km in südlicher Richtung von Poitiers entfernt.

## Bevölkerungsentwicklung
| Jahr      | 1800 | 1851 | 1901 | 1954 | 1999 | 2013 |
| Einwohner | 1155 | 1301 | 1142 | 1184 | 984  | 945  |

Der leichte Rückgang der Bevölkerungszahlen seit dem ausgehenden 19. Jahrhundert ist im Wesentlichen auf den Verlust an Arbeitsplätzen infolge der Reblauskrise im Weinbau und der zunehmenden Mechanisierung der Landwirtschaft zurückzuführen.

## Wirtschaft
Der Ort und seine Umgebung waren jahrhundertelang landwirtschaftlich geprägt; die meisten Menschen lebten als Selbstversorger; im Ort selbst bildeten sich verschiedene Handwerks- und Dienstleistungsberufe heraus. Im ausgehenden Mittelalter und in der frühen Neuzeit wurde der Weinbau vorangetrieben, der jedoch – nach der Reblauskrise im ausgehenden 19. und beginnenden 20. Jahrhundert – nahezu eingestellt wurde. Im frühen 20. Jahrhundert wurde Kalk abgebaut und in Öfen gebrannt. Seit den 1960er Jahren spielt der Tourismus in Form der Vermietung von Ferienwohnungen (gîtes) eine nicht unbedeutende Rolle im Wirtschaftsleben der Gemeinde.

## Geschichte
Das ehemals zur historischen Provinz des Poitou gehörende Gebiet hatte ein Priorat und eine Burg (château), die jedoch wahrscheinlich im Verlauf des Hundertjährigen Krieges zerstört wurden. Seit dem 14. Jahrhundert gehörte der Ort mit kurzen Unterbrechungen zum Herrschaftsbereich der mächtigen Familie La Rochefoucauld, deren Mitglieder sich vor Beginn der Hugenottenkriege (1562–1598) dem Protestantismus zuwandten. Im Verlauf der Französischen Revolution wurde das Gebiet dem Département Charente zugeschlagen.

## Sehenswürdigkeiten

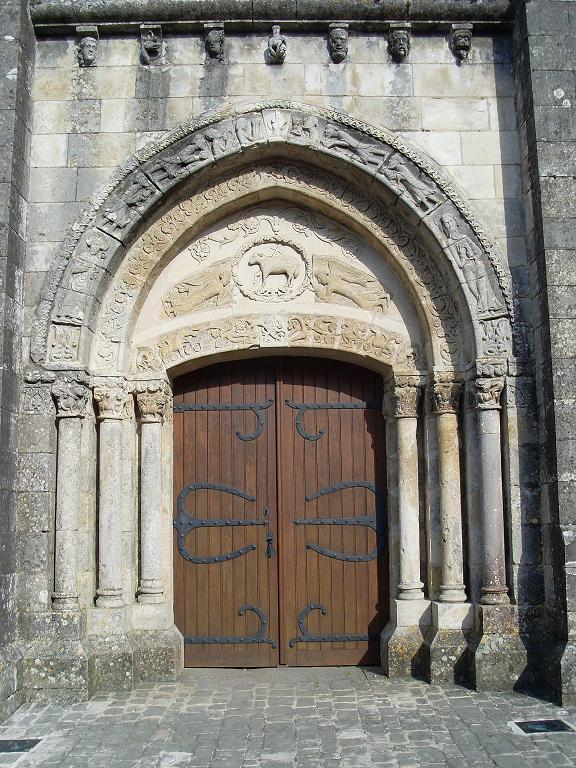
Portal der Kirche

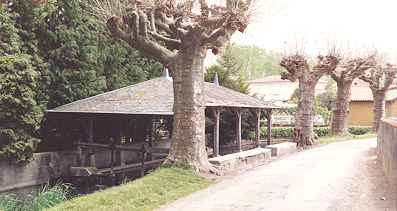
Waschhaus über dem Argent-Or

- Die im 19. Jahrhundert erbaute Pfarrkirche Saint-Michel steht an der Stelle der mittelalterlichen Prioratskirche. Teile des romanischen Portals der Burgkapelle wurden in das Untergeschoss des Glockenturms eingebaut – sie zeigen ein gebogenes Tympanonfeld mit einem Lamm Gottes (neu) und zwei seitlichen Engeln; der gekrümmte Türsturz präsentiert Fabeltiere in Rankenwerk. Die innere, wahrscheinlich neugestaltete Stirnseite der Archivolten ist mit Rankenwerk geschmückt; in der äußeren Stirnseite befinden sich mehrere Figuren, von denen die beiden größten als Bischof Nikolaus von Myra und als der Prophet Moses interpretiert werden. Die übrigen tragen Gaben in ihren Händen und sind einer aus dem Himmel hinabweisenden Hand Gottes (neu) zugewandt. Das Portal der Kirche ist seit dem Jahr 1948 als Monument historique anerkannt.[2]
- Das von zwei mächtigen seitlichen Rundtürmen flankierte Château de Champagne ist ein Bau des 15. Jahrhunderts, der jedoch später verändert wurde. Als Folge dieser Veränderungen überragt der mittlere Wohntrakt (corps de logis) die beiden Seitentürme. Die in Privatbesitz befindlichen Gebäude sind seit dem Jahr 2004 in die Inventarliste der Monuments historiques eingetragen.[3]
- Das im Jahr 1873 errichtete überdachte öffentliche Waschhaus (lavoir) steht am Ortsrand und ist seit 2004 in die Inventarliste der Monuments historiques eingetragen.[4]

außerhalb
- Ein keltisch-römisches Oppidum befindet sich auf einem Hügel; es ist noch nicht vollständig ausgegraben, aber dennoch seit 2004 in der Inventarliste der Monuments historiques eingetragen.[5]
- Das in Privatbesitz befindliche Château de Juyers aus dem 15. bis 17. Jahrhundert (45° 58′ 55″ N, 0° 25′ 39″ O) wurde im Jahr 2004 ebenfalls in die Inventarliste der Monuments historiques aufgenommen.[6]
- Das Waschhaus im Weiler Chenau steht am Rand der Straße und wurde im Jahr 2004 ebenfalls in die Inventarliste der Monuments historiques aufgenommen.[7]